# Palais osseux
Le palais osseux est la partie osseuse du palais dur. Il est situé au niveau de la partie antérieure de la base externe du crâne. Il sépare la cavité nasale de la cavité buccale.

## Structure
Il est formé de 2 pièces osseuses:
- le processus palatin de l'os maxillaire pour les deux tiers antérieurs.

- la lame horizontale de l'os palatin pour le tiers postérieur.

L'union sur la ligne médiane des deux processus palatins des os maxillaires droit et gauche se fait au niveau de la suture palatine médiane.
Les lames des os palatins droit et gauche sont unies avec les processus palatins de chacun des deux os maxillaires au niveau de la suture palatine transverse.
L'espace entre ces deux éléments forme le canal grand palatin qui débouche en bas par le foramen grand palatin. Il laisse passer le pédicule palatin postérieur.
A l'avant des processus palatins des maxillaires, sur la ligne médiane, des nerfs et des vaisseaux passent dans le foramen incisif.

## Phonétique
Le palais dur est également une référence en phonétique, considéré comme un lieu d'articulation pour les consonnes palatales.